# Shahrestān-e Bū'īn Zahrā
Shahrestān-e Bū'īn Zahrā (persiska: شهرستان بوئين زهرا, Shahrestān-e Bū’īn Zahrā, بوئين زهرا) är en delprovins (shahrestan) i Iran.   Den ligger i provinsen Qazvin, i den nordvästra delen av landet, 160 km väster om huvudstaden Teheran.
Delprovinsen hade 122 994 invånare 2016.